# Nordische Junioren-Skiweltmeisterschaften 2018
Die 41. Nordischen Junioren-Skiweltmeisterschaften und die in diesem Rahmen ausgetragenen 13. U23-Langlauf-Weltmeisterschaften fanden vom 28. Januar bis zum 4. Februar 2018 in Kandersteg und Goms statt. Die Wettbewerbe im Skispringen wurden auf der Lötschbergschanze (K106) im Nationalen Nordischen Skizentrum in Kandersteg, die Skilanglaufwettbewerbe in Goms ausgetragen.
Zusätzlich zu den Weltmeisterschaftswettkämpfen wurde auch ein als „Test-Event“ bezeichneter Wettbewerb in der Nordischen Kombination der Juniorinnen ausgetragen, den die Deutsche Jenny Nowak für sich entscheiden konnte.

## Medaillenspiegel

### Medaillenspiegel U23
| Platz  | Land       |   |   |   |    |
| ------ | ---------- | - | - | - | -- |
| 1      | Russland   | 3 | 3 | 3 | 9  |
| 2      | Norwegen   | 3 | 1 | 2 | 6  |
| 3      | Schweiz    | 0 | 1 | 1 | 2  |
| 4      | Frankreich | 0 | 1 | 0 | 1  |
| Gesamt | Gesamt     | 6 | 6 | 6 | 18 |

### Medaillenspiegel Junioren
| Platz  | Land               |    |    |    |    |
| ------ | ------------------ | -- | -- | -- | -- |
| 1      | Norwegen           | 5  | 5  | 5  | 15 |
| 2      | Slowenien          | 3  | 1  | 0  | 4  |
| 3      | Deutschland        | 2  | 3  | 0  | 5  |
| 4      | Schweden           | 2  | 0  | 2  | 4  |
| 5      | Russland           | 1  | 3  | 1  | 5  |
| 6      | Österreich         | 1  | 2  | 2  | 5  |
| 7      | Frankreich         | 1  | 0  | 1  | 2  |
| 7      | Tschechien         | 1  | 0  | 1  | 2  |
| 9      | Vereinigte Staaten | 0  | 2  | 2  | 4  |
| 10     | Schweiz            | 0  | 0  | 1  | 1  |
| 10     | Finnland           | 0  | 0  | 1  | 1  |
| Gesamt | Gesamt             | 16 | 16 | 16 | 48 |

## Skilanglauf U23 Männer

### Sprint Freistil
| Platz | Sportler            | Land        |
| ----- | ------------------- | ----------- |
| 1     | Erik Valnes         | Norwegen    |
| 2     | Jan Thomas Jenssen  | Norwegen    |
| 3     | Even Northug        | Norwegen    |
| 4     | Beda Klee           | Schweiz     |
| 5     | Valentin Chauvin    | Frankreich  |
| 6     | Alin Florin Cioancă | Rumänien    |
| 7     | Stefan Zelger       | Italien     |
| 8     | Joni Mäki           | Finnland    |
| 9     | Verneri Suhonen     | Finnland    |
| 10    | Marius Cebulla      | Deutschland |

Datum: 29. Januar 2018

Es waren 71 Teilnehmer am Start.

Weitere Teilnehmer aus deutschsprachigen Ländern:

 Gian Flurin Pfäffli: 11. Platz

 Janosch Brugger: 12. Platz

 Lukas Gross: 31. Platz

 Michael Biedermann: 33. Platz

 Philipp Leodolter: 34. Platz

 Benjamin Moser: 35. Platz

 Livio Matossi: 43. Platz

 Cédric Steiner: 48. Platz

 Richard Leupold: 59. Platz

### 15 km klassisch
| Platz | Sportler                | Land        | Zeit        |
| ----- | ----------------------- | ----------- | ----------- |
| 1     | Mattis Stenshagen       | Norwegen    | 36:28,3 min |
| 2     | Denis Spizow            | Russland    | 36:33,1 min |
| 3     | Iwan Jakimuschkin       | Russland    | 37:03,5 min |
| 4     | Irineu Esteve Altimiras | Andorra     | 37:20,7 min |
| 5     | Ole Jørgen Bruvoll      | Norwegen    | 37:30,5 min |
| 6     | Jules Lapierre          | Frankreich  | 37:32,0 min |
| 7     | Janosch Brugger         | Deutschland | 37:38,1 min |
| 8     | Valentin Chauvin        | Frankreich  | 37:40,5 min |
| 9     | Paolo Ventura           | Italien     | 37:52,5 min |
| 10    | Andrei Sobakarew        | Russland    | 37:58,3 min |

Datum: 31. Januar 2018

Es waren 67 Athleten am Start.

Weitere Teilnehmer aus deutschsprachigen Ländern:

 Beda Klee: 23. Platz

 Cédric Steiner: 30. Platz

 Benjamin Moser: 36. Platz

 Martin Vögeli: 38. Platz

 Philipp Leodolter: 55. Platz

 Michael Biedermann: 59. Platz

### 30 km Skiathlon
| Platz | Sportler                | Land       | Zeit        |
| ----- | ----------------------- | ---------- | ----------- |
| 1     | Denis Spizow            | Russland   | 1:18:14,9 h |
| 2     | Jules Lapierre          | Frankreich | 1:18:17,8 h |
| 3     | Ole Jørgen Bruvoll      | Norwegen   | 1:18:36,4 h |
| 4     | Iwan Jakimuschkin       | Russland   | 1:18:38,1 h |
| 5     | Irineu Esteve Altimiras | Andorra    | 1:18:51,3 h |
| 6     | Valentin Chauvin        | Frankreich | 1:19:47,8 h |
| 7     | Mattis Stenshagen       | Norwegen   | 1:19:56,0 h |
| 8     | Beda Klee               | Schweiz    | 1:20:19,9 h |
| 9     | Iwan Kirillow           | Russland   | 1:20:32,4 h |
| 10    | Paolo Ventura           | Italien    | 1:20:37,9 h |

Datum: 2. Februar 2018

Es nahmen 58 Athleten teil.

Weitere Teilnehmer aus deutschsprachigen Ländern:

 Janosch Brugger: 19. Platz

 Cédric Steiner: 24. Platz

 Martin Vögeli: 28. Platz

 Marino Capelli: 32. Platz

 Dajan Danuser: überrundet

 Benjamin Moser: überrundet

 Philipp Leodolter: DNF

## Skilanglauf U23 Frauen

### Sprint Freistil
| Platz | Sportler            | Land        |
| ----- | ------------------- | ----------- |
| 1     | Tiril Udnes Weng    | Norwegen    |
| 2     | Nadine Fähndrich    | Schweiz     |
| 3     | Natalja Neprjajewa  | Russland    |
| 4     | Amalie Håkonsen Ous | Norwegen    |
| 5     | Jana Kirpitschenko  | Russland    |
| 6     | Antonia Fräbel      | Deutschland |
| 7     | Pia Fink            | Deutschland |
| 8     | Johanna Matintalo   | Finnland    |
| 9     | Alina Meier         | Schweiz     |
| 10    | Nadine Herrmann     | Deutschland |

Datum: 29. Januar 2018

Es waren 52 Athletinnen am Start.

Weitere Teilnehmerinnen aus deutschsprachigen Ländern:

 Barbara Walchhofer: 13. Platz

 Julia Richter: 24. Platz

 Stefanie Arnold: 25. Platz

 Lisa Achleitner: 43. Platz

### 10 km klassisch
| Platz | Sportler                 | Land        | Zeit        |
| ----- | ------------------------ | ----------- | ----------- |
| 1     | Jana Kirpitschenko       | Russland    | 27:46,1 min |
| 2     | Anna Scherebjatjewa      | Russland    | 28:00,0 min |
| 3     | Nadine Fähndrich         | Schweiz     | 28:15,7 min |
| 4     | Pia Fink                 | Deutschland | 28:17,9 min |
| 5     | Natalja Neprjajewa       | Russland    | 28:23,5 min |
| 6     | Johanna Matintalo        | Finnland    | 28:35,5 min |
| 7     | Lidija Durkina           | Russland    | 28:57,4 min |
| 8     | Tiril Udnes Weng         | Norwegen    | 29:12,2 min |
| 9     | Anna Comarella           | Italien     | 29:14,8 min |
| 10    | Moa Molander Kristiansen | Schweden    | 29:22,0 min |

Datum: 31. Januar 2018

Es waren 54 Athletinnen am Start.

Weitere Teilnehmerinnen aus deutschsprachigen Ländern:

 Nadine Herrmann: 11. Platz

 Lydia Hiernickel: 15. Platz

 Alina Meier: 24. Platz

 Barbara Walchhofer: 35. Platz

 Julia Richter: 36. Platz

 Jasmin Berchtold: 41. Platz

 Lisa Achleitner: 45. Platz

 Fabiana Wieser: 48. Platz

 Antonia Fräbel: DNF

### 15 km Skiathlon
| Platz | Sportler           | Land        | Zeit        |
| ----- | ------------------ | ----------- | ----------- |
| 1     | Anastassija Sedowa | Russland    | 44:03,6 min |
| 2     | Natalja Neprjajewa | Russland    | 44:14,3 min |
| 3     | Jana Kirpitschenko | Russland    | 44:40,8 min |
| 4     | Pia Fink           | Deutschland | 45:37,1 min |
| 5     | Julija Belorukowa  | Russland    | 46:01,6 min |
| 6     | Antonia Fräbel     | Deutschland | 46:12,6 min |
| 7     | Anna Comarella     | Italien     | 46:18,5 min |
| 8     | Ilenia Defrancesco | Italien     | 46:41,3 min |
| 9     | Tiril Udnes Weng   | Norwegen    | 46:46,2 min |
| 10    | Coralie Bentz      | Frankreich  | 46:47,9 min |

Datum: 2. Februar 2018

Es waren 49 Athletinnen am Start.

Weitere Teilnehmerinnen aus deutschsprachigen Ländern:

 Lydia Hiernickel: 12. Platz

 Nadine Herrmann: 14. Platz

 Katherine Sauerbrey: 16. Platz

 Alina Meier: 24. Platz

 Jogscha Abderhalden: 28. Platz

 Barbara Walchhofer: 35. Platz

 Lisa Achleitner: 41. Platz

 Jasmin Berchtold: 44. Platz

## Skilanglauf Junioren

### Sprint Freistil
| Platz | Sportler              | Land       |
| ----- | --------------------- | ---------- |
| 1     | Tom Mancini           | Frankreich |
| 2     | Jørgen Lippert        | Norwegen   |
| 3     | Valerion Grond        | Schweiz    |
| 4     | Vincent Buiatti       | Frankreich |
| 5     | Davide Graz           | Italien    |
| 6     | Jon Rolf Skamo Hope   | Norwegen   |
| 7     | Thomas Helland Larsen | Norwegen   |
| 8     | Axel Aflodal          | Schweden   |
| 9     | Sergei Ardaschew      | Russland   |
| 10    | Camille Laude         | Frankreich |

Datum: 28. Januar 2018

Es waren 98 Teilnehmer am Start.

Weitere Teilnehmer aus deutschsprachigen Ländern:

 Janik Riebli: 11. Platz

 Florian Knopf: 37. Platz

 Josef Fässler: 42. Platz

 Florin Grond: 45. Platz

 Cedric Keller: 46. Platz

 Chris Ole Sauerbrey: 49. Platz

 Fredrik Mühlbacher: 52. Platz

 Philipp Unger: 63. Platz

 Daniel Wallinger: 66. Platz

 Lukas Mrkonjic: 68. Platz

### 10 km klassisch
| Platz | Sportler                | Land               | Zeit        |
| ----- | ----------------------- | ------------------ | ----------- |
| 1     | Jon Rolf Skamo Hope     | Norwegen           | 24:58,8 min |
| 2     | Sergei Ardaschew        | Russland           | 25:08,8 min |
| 3     | Jørgen Lippert          | Norwegen           | 25:26,7 min |
| 4     | Harald Østberg Amundsen | Norwegen           | 25:28,4 min |
| 5     | Håvard Moseby           | Norwegen           | 25:38,6 min |
| 6     | Kirill Kiliwnjuk        | Russland           | 25:39,1 min |
| 7     | Ben Ogden               | Vereinigte Staaten | 25:39,3 min |
| 8     | Hugo Lapalus            | Frankreich         | 25:42,7 min |
| 9     | Kim Magnus              | Südkorea           | 25:48,0 min |
| 10    | Alexander Terentjew     | Russland           | 25:55,9 min |

Datum: 30. Januar 2018

Es waren 99 Teilnehmer am Start, von denen 96 in das Ziel kamen.

Weitere Teilnehmer aus deutschsprachigen Ländern:

 Philipp Unger: 15. Platz

 Albert Kuchler: 16. Platz

 Friedrich Moch: 21. Platz

 Cyril Fähndrich: 31. Platz

 Florian Knopf: 32. Platz

 Valerio Grond: 48. Platz

 Florin Grond: 56. Platz

 Lukas Mrkonjic: 60. Platz

 Maurus Lozza: 63. Platz

 Fredrik Mühlbacher: 70. Platz

 Daniel Wallinger: 78. Platz

### 20 km Skiathlon
| Platz | Sportler                | Land        | Zeit        |
| ----- | ----------------------- | ----------- | ----------- |
| 1     | Harald Østberg Amundsen | Norwegen    | 58:45,7 min |
| 2     | Jon Rolf Skamo Hope     | Norwegen    | 59:20,4 min |
| 3     | Jørgen Lippert          | Norwegen    | 59:45,8 min |
| 4     | Kirill Kiliwnjuk        | Russland    | 59:50,6 min |
| 5     | Friedrich Moch          | Deutschland | 59:59,9 min |
| 6     | Iwan Ljuft              | Kasachstan  | 1:00:19,3 h |
| 7     | Martin Coradazzi        | Italien     | 1:00:23,6 h |
| 8     | Hugo Lapalus            | Frankreich  | 1:00:32,1 h |
| 9     | Sergei Ardaschew        | Russland    | 1:00:45,5 h |
| 10    | Jaroslaw Rybotschkin    | Russland    | 1:00:48,0 h |

Datum: 1. Februar 2018

Es waren 85 Teilnehmer am Start, von denen 76 ins Ziel kamen.

Weitere Teilnehmer aus deutschsprachigen Ländern:

 Florian Knopf: 17. Platz

 Albert Kuchler: 20. Platz

 Janik Riebli: 25. Platz

 Fredrik Mühlbacher: 35. Platz

 Maurus Lozza: 44. Platz

 Avelino Näpflin: 46. Platz

 Josef Fässler: 50. Platz

 Daniel Wallinger: 51. Platz

 Lukas Mrkonjic: 69. Platz

 Cyril Fähndrich: 72. Platz

### 4 × 5-km-Staffel
| Platz | Sportler                                                                   | Land               | Gesamtzeit  |
| ----- | -------------------------------------------------------------------------- | ------------------ | ----------- |
| 1     | Harald Østberg Amundsen Jon Rolf Skamo Hope Håvard Moseby Jørgen Lippert   | Norwegen           | 50:04,2 min |
| 2     | Luke Jager Ben Ogden Hunter Wonders Gus Schumacher                         | Vereinigte Staaten | 50:06,4 min |
| 3     | Kirill Kiliwnjuk Sergei Ardaschew Jaroslaw Rybotschkin Alexander Terentjew | Russland           | 50:09,7 min |
| 4     | Camille Laude Hugo Lapalus Tom Mancini Pierre Pichet                       | Frankreich         | 50:33,8 min |
| 5     | Philipp Unger Albert Kuchler Friedrich Moch Florian Knopf                  | Deutschland        | 50:40,0 min |
| 6     | Alessandro Longo Luca Del Fabbro Martin Coradazzi Davide Graz              | Italien            | 50:40,2 min |

Datum: 3. Februar 2018

Es waren 16 Staffeln am Start.

Weitere Staffeln aus deutschsprachigen Ländern:

 Schweiz: 9. Platz

## Skilanglauf Juniorinnen

### Sprint Freistil
| Platz | Sportler                | Land               |
| ----- | ----------------------- | ------------------ |
| 1     | Moa Lundgren            | Schweden           |
| 2     | Kristine Stavås Skistad | Norwegen           |
| 3     | Frida Karlsson          | Schweden           |
| 4     | Anita Korva             | Finnland           |
| 5     | Johanna Hagström        | Schweden           |
| 6     | Mathilde Myhrvold       | Norwegen           |
| 7     | Laura Chamiot Maitral   | Frankreich         |
| 8     | Hannah Halvorsen        | Vereinigte Staaten |
| 9     | Jasmin Kähärä           | Finnland           |
| 10    | Patrīcija Eiduka        | Lettland           |

Datum: 28. Januar 2018

Es waren 80 Teilnehmerinnen am Start, von denen 79 ins Ziel kamen.

Weitere Teilnehmerinnen aus deutschsprachigen Ländern:

 Lea Fischer: 11. Platz

 Alexandra Danner: 14. Platz

 Lisa Lohmann: 16. Platz

 Anna-Maria Dietze: 22. Platz

 Carine Heuberger: 25. Platz

 Désirée Steiner: 28. Platz

 Anna Juppe: 42. Platz

 Nadine Matter: 47. Platz

 Amelie Hofmann: 55. Platz

 Katharina Brudermann: 58. Platz

 Stefanie Erharter: 65. Platz

### 5 km klassisch
| Platz | Sportler                | Land               | Zeit        |
| ----- | ----------------------- | ------------------ | ----------- |
| 1     | Polina Nekrassowa       | Russland           | 13:58,7 min |
| 2     | Hailey Swirbul          | Vereinigte Staaten | 14:13,1 min |
| 3     | Anita Korva             | Finnland           | 14:24,1 min |
| 4     | Barbora Havlíčková      | Tschechien         | 14:25,5 min |
| 5     | Kristine Stavås Skistad | Norwegen           | 14:30,6 min |
| 6     | Laura Chamiot Maitral   | Frankreich         | 14:33,6 min |
| 7     | Frida Karlsson          | Schweden           | 14:38,0 min |
| 7     | Martina Bellini         | Italien            | 14:38,0 min |
| 9     | Moa Lundgren            | Schweden           | 14:41,8 min |
| 10    | Mathilde Myhrvold       | Norwegen           | 14:48,4 min |

Datum: 30. Januar 2018

Es waren 84 Teilnehmerinnen am Start, von 83 ins Ziel kamen.

Weitere Teilnehmerinnen aus deutschsprachigen Ländern:

 Désirée Steiner: 12. Platz

 Celine Mayer: 20. Platz

 Alexandra Danner: 24. Platz

 Lisa Lohmann: 29. Platz

 Giuliana Werro: 40. Platz

 Jessica Löschke: 41. Platz

 Anja Weber: 42. Platz

 Nina Riedener: 43. Platz

 Witta-Luisa Walcher: 56. Platz

 Solene Faivre: 62. Platz

 Katharina Brudermann: 68. Platz

 Stefanie Erharter: 71. Platz

 Anna Juppe: 74. Platz

### 10 km Skiathlon
| Platz | Sportler               | Land               | Zeit        |
| ----- | ---------------------- | ------------------ | ----------- |
| 1     | Frida Karlsson         | Schweden           | 32:55,7 min |
| 2     | Lone Johansen          | Norwegen           | 33:31,2 min |
| 3     | Hailey Swirbul         | Vereinigte Staaten | 33:31,9 min |
| 4     | Eveliina Piippo        | Finnland           | 33:45,8 min |
| 5     | Barbora Havlíčková     | Tschechien         | 33:48,8 min |
| 6     | Polina Nekrassowa      | Russland           | 34:08,4 min |
| 7     | Laura Chamiot Maitral  | Frankreich         | 34:21,4 min |
| 8     | Johanna Hagström       | Schweden           | 34:28,5 min |
| 9     | Hedda Østberg Amundsen | Norwegen           | 34:29,2 min |
| 10    | Maija Jakunina         | Russland           | 34:33,3 min |

Datum: 1. Februar 2018

Es waren 70 Teilnehmerinnen am Start, von denen 65 ins Ziel kamen.

Weitere Teilnehmerinnen aus deutschsprachigen Ländern:

 Celine Mayer: 14. Platz

 Désirée Steiner: 16. Platz

 Anna-Maria Dietze: 21. Platz

 Giuliana Werro: 22. Platz

 Amelie Hofmann: 23. Platz

 Lea Fischer: 27. Platz

 Witta-Luisa Walcher: 34. Platz

 Carine Heuberger: 39. Platz

 Jessica Löschke: 41. Platz

 Anna Juppe: 46. Platz

 Katharina Brudermann: 56. Platz

### 4 × 3,3-km-Staffel
| Platz | Sportler                                                             | Land        | Gesamtzeit  |
| ----- | -------------------------------------------------------------------- | ----------- | ----------- |
| 1     | Alexandra Danner Celine Mayer Lisa Lohmann Anna-Maria Dietze         | Deutschland | 39:17,4 min |
| 2     | Polina Nekrassowa Christina Mazokina Nina Dubotolkina Maija Jakunina | Russland    | 39:26,0 min |
| 3     | Tua Dahlgren Frida Karlsson Alicia Persson Johanna Hagström          | Schweden    | 40:04,9 min |
| 4     | Jasmin Kähärä Anita Korva Rebecca Immonen Eveliina Piippo            | Finnland    | 40:11,5 min |
| 5     | Laura Chamiot Maitral Flora Dolci Léna Quintin Mélissa Gal           | Frankreich  | 40:14,4 min |
| 6     | Emilie Jeantet Martina Bellini Cristina Pittin Chiara de Zolt Ponte  | Italien     | 40:15,8 min |

Datum: 3. Februar 2018

Es waren 16 Staffeln am Start.

Weitere Staffeln aus deutschsprachigen Ländern:

 Schweiz: 9. Platz

## Nordische Kombination Junioren

### Gundersen (Normalschanze HS 106/10 km)
| Platz | Sportler            | Land               | Punkte | Gesamtzeit  |
| ----- | ------------------- | ------------------ | ------ | ----------- |
| 1     | Ondřej Pažout       | Tschechien         | 139,4  | 22:58,3 min |
| 2     | Einar Lurås Oftebro | Norwegen           | 129,5  | 23:00,6 min |
| 3     | Ben Loomis          | Vereinigte Staaten | 130,0  | 23:06,6 min |
| 4     | Johannes Lamparter  | Österreich         | 132,6  | 23:14,5 min |
| 5     | Jan Vytrval         | Tschechien         | 136,7  | 23:19,9 min |
| 6     | Mika Vermeulen      | Österreich         | 118,2  | 23:38,9 min |
| 7     | Florian Dagn        | Österreich         | 132,2  | 23:39,7 min |
| 8     | Dominik Terzer      | Österreich         | 129,7  | 23:55,0 min |
| 9     | Kodai Kimura        | Japan              | 132,2  | 24:03,6 min |
| 10    | Edgar Vallet        | Frankreich         | 129,7  | 24:05,4 min |

Datum: 30. Januar 2018

Es waren 53 Teilnehmer am Start.

Weitere Teilnehmer aus deutschsprachigen Ländern:

 Tim Kopp: 16. Platz

 Luis Lehnert: 17. Platz

 Constantin Schnurr: 20. Platz

 Maximilian Pfordte: 24. Platz

 Pascal Müller: 49. Platz

### Gundersen (Normalschanze HS 106/5 km)
| Platz | Sportler            | Land               | Punkte | Gesamtzeit  |
| ----- | ------------------- | ------------------ | ------ | ----------- |
| 1     | Vid Vrhovnik        | Slowenien          | 125,1  | 11:28,8 min |
| 2     | Dominik Terzer      | Österreich         | 125,7  | 11:33,7 min |
| 3     | Jan Vytrval         | Tschechien         | 124,1  | 11:34,2 min |
| 4     | Ben Loomis          | Vereinigte Staaten | 119,9  | 11:34,3 min |
| 5     | Einar Lurås Oftebro | Norwegen           | 117,9  | 11:47,2 min |
| 6     | Ondřej Pažout       | Tschechien         | 120,3  | 11:52,2 min |
| 7     | Luis Lehnert        | Deutschland        | 126,6  | 11:52,3 min |
| 8     | Johannes Lamparter  | Österreich         | 119,9  | 11:59,2 min |
| 9     | Aaron Kostner       | Italien            | 117,6  | 12:12,4 min |
| 10    | Jens Lurås Oftebro  | Norwegen           | 114,8  | 12:13,3 min |

Datum: 3. Februar 2018

Es waren 55 Teilnehmer am Start.

Weitere Teilnehmer aus deutschsprachigen Ländern:

 Tim Kopp: 13. Platz

 Mika Vermeulen: 19. Platz

 Maximilian Pfordte: 20. Platz

 Constantin Schnurr: 21. Platz

 Pascal Müller: 39. Platz

 Florian Dagn: 24. Platz

### Mannschaft (Normalschanze HS 106/4 × 5 km)
| Platz | Sportler                                                               | Land        | Punkte | Gesamtzeit  |
| ----- | ---------------------------------------------------------------------- | ----------- | ------ | ----------- |
| 1     | Johannes Lamparter Florian Dagn Dominik Terzer Mika Vermeulen          | Österreich  | 383,0  | 56:33,0 min |
| 2     | Tim Kopp Luis Lehnert Constantin Schnurr Julian Schmid                 | Deutschland | 345,2  | 57:20,8 min |
| 3     | Jens Lurås Oftebro Simen Kvarstad Andreas Skoglund Einar Lurås Oftebro | Norwegen    | 371,2  | 58:26,2 min |
| 4     | Jan Vytrval David Zemek Jakub Cejchan Ondřej Pažout                    | Tschechien  | 334,8  | 59:12,7 min |
| 5     | Maël Tyrode Samy Claret Tournier Lilian Vaxelaire Edgar Vallet         | Frankreich  | 286,8  | 59:40,7 min |
| 6     | Wille Karhumaa Atte Kettunen Otto Niittykoski Waltteri Karhumaa        | Finnland    | 285,1  | 1:00:00,6 h |

Datum: 1. Februar 2018

Es waren 12 Staffeln am Start.

## Skispringen Junioren

### Normalschanze
| Platz | Sportler          | Land        | Weite 1 | Weite 2 | Punkte |
| ----- | ----------------- | ----------- | ------- | ------- | ------ |
| 1     | Marius Lindvik    | Norwegen    | 108,5 m | 101,0 m | 291,4  |
| 2     | Constantin Schmid | Deutschland | 105,0 m | 99,5 m  | 282,1  |
| 3     | Clemens Leitner   | Österreich  | 100,0 m | 96,5 m  | 267,1  |
| 4     | Tomasz Pilch      | Polen       | 100,5 m | 93,0 m  | 266,9  |
| 5     | Jan Hörl          | Österreich  | 96,0 m  | 96,0 m  | 259,9  |
| 6     | Jonathan Learoyd  | Frankreich  | 95,5 m  | 93,5 m  | 259,1  |
| 7     | Andreas Alamommo  | Finnland    | 95,5 m  | 93,5 m  | 257,8  |
| 8     | Žak Mogel         | Slowenien   | 94,5 m  | 97,5 m  | 256,1  |
| 9     | Philipp Raimund   | Deutschland | 92,5 m  | 98,5 m  | 250,2  |
| 10    | Domen Prevc       | Slowenien   | 97,5 m  | 92,5 m  | 249,5  |

Datum: 1. Februar 2018

Es waren 63 Teilnehmer am Start, von denen vier disqualifiziert wurden.

Weitere Teilnehmer aus deutschsprachigen Ländern:

 Sandro Hauswirth: 13. Platz

 Mika Schwann: 15. Platz

 Cedric Weigel: 16. Platz

 Maximilian Lienher:19. Platz

 Justin Lisso: 20. Platz

 Dominik Peter: 41. Platz

 Lars Kindlimann: 48. Platz

 Olan Lacroix: 58. Platz

### Mannschaftsspringen Normalschanze
| Platz | Sportler                                                               | Land        | Weite 1                       | Weite 2                        | Punkte |
| ----- | ---------------------------------------------------------------------- | ----------- | ----------------------------- | ------------------------------ | ------ |
| 1     | Philipp Raimund Justin Lisso Cedrik Weigel Constantin Schmid           | Deutschland | 96,0 m 103,5 m 100,0 m        | 102,5 m 99,5 m 104,0 m         | 1068,5 |
| 2     | Mika Schwann Jan Hörl Maximilian Lienher Clemens Leitner               | Österreich  | 96,0 m 102,0 m 99,5 m 97,5 m  | 104,0 m 102,0 m 99,0 m 101,5 m | 1063,7 |
| 3     | Fredrik Villumstad Jesper Ødegaard Thomas Aasen Markeng Marius Lindvik | Norwegen    | 101,0 m 97,5 m 98,0 m 104,0 m | 102,0 m 92,0 m 96,0 m 104,5 m  | 1037,0 |
| 4     | Bor Pavlovčič Domen Prevc Žak Mogel Aljaž Osterc                       | Slowenien   | 94,0 m 100,5 m 102,0 m 92,0 m | 100,5 m 97,0 m 101,0 m 95,0 m  | 1021,7 |
| 5     | Bartosz Czyż Kacper Juroszek Paweł Wąsek Tomasz Pilch                  | Polen       | 93,0 m 96,5 m 99,0 m 98,0 m   | 101,0 m 87,5 m 96,5 m 99,5 m   | 997,0  |
| 6     | Niko Löytäinen Kalle Heikkinen Jonne Veteläinen Andreas Alamommo       | Finnland    | 88,0 m 93,0 m 88,5 m 96,5 m   | 97,0 m 87,0 m 90,0 m 99,0 m    | 921,8  |

Datum: 3. Februar 2018

Es waren 14 Staffeln am Start, von denen 13 gewertet wurden.

Weitere Staffeln aus deutschsprachigen Ländern:

 Schweiz: 10. Platz

## Skispringen Juniorinnen

### Normalschanze
| Platz | Sportler         | Land        | Weite 1 | Weite 2 | Punkte |
| ----- | ---------------- | ----------- | ------- | ------- | ------ |
| 1     | Nika Križnar     | Slowenien   | 104,0 m | 100,0 m | 262,6  |
| 2     | Ema Klinec       | Slowenien   | 102,0 m | 94,0 m  | 248,3  |
| 3     | Anna Odine Strøm | Norwegen    | 97,0 m  | 93,0 m  | 231,7  |
| 4     | Lucile Morat     | Frankreich  | 93,5 m  | 94,5 m  | 229,9  |
| 5     | Lara Malsiner    | Italien     | 95,5 m  | 90,0 m  | 221,5  |
| 6     | Gianina Ernst    | Deutschland | 92,0 m  | 90,0 m  | 220,5  |
| 7     | Lidija Jakowlewa | Russland    | 91,5 m  | 87,0 m  | 215,0  |
| 8     | Jerneja Brecl    | Slowenien   | 88,0 m  | 89,5 m  | 212,0  |
| 9     | Sofja Tichonowa  | Russland    | 90,0 m  | 88,5 m  | 210,1  |
| 10    | Luisa Görlich    | Deutschland | 88,0 m  | 89,0 m  | 206,9  |

Datum: 2. Februar 2018

Es waren 55 Teilnehmerinnen am Start.

Weitere Teilnehmer aus deutschsprachigen Ländern:

 Sophie Mair: 16. Platz

 Claudia Purker: 17. Platz

 Selina Freitag: 19. Platz

 Lisa Eder: 24. Platz

 Marita Kramer: 26. Platz

 Arantxa Lancho: 30. Platz

 Rea Kindlimann: 52. Platz

 Alena Czekala: 53. Platz

### Mannschaftsspringen Normalschanze
| Platz | Sportler                                                                   | Land        | Weite 1                     | Weite 2                      | Punkte |
| ----- | -------------------------------------------------------------------------- | ----------- | --------------------------- | ---------------------------- | ------ |
| 1     | Jerneja Brecl Nika Križnar Katra Komar Ema Klinec                          | Slowenien   | 96,0 m 91,0 m 78,0 m 97,0 m | 98,5 m 103,0 m 72,5 m 95,5 m | 733,1  |
| 2     | Xenija Kablukowa Alexandra Kustowa Lidija Jakowlewa Sofja Tichonowa        | Russland    | 82,5 m 82,0 m 88,0 m 90,0 m | 78,0 m 85,0 m 92,0 m 91,5 m  | 622,7  |
| 3     | Océane Paillard Joséphine Pagnier Romane Dieu Lucile Morat                 | Frankreich  | 87,0 m 65,0 m 86,5 m 95,5 m | 85,5 m 67,0 m 85,0 m 94,0 m  | 571,2  |
| 4     | Selina Freitag Arantxa Lancho Luisa Görlich Gianina Ernst                  | Deutschland | 89,5 m 62,5 m 92,0 m 84,0 m | 86,5 m 67,0 m 90,5 m 91,0 m  | 562,9  |
| 5     | Ingebjørg Saglien Bråten Eirin Maria Kvandal Silje Opseth Anna Odine Strøm | Norwegen    | 87,0 m 61,5 m 80,0 m 94,0 m | 81,5 m 70,5 m 90,0 m 90,5 m  | 554,4  |
| 6     | Shihori Ōi Ren Mikase Ayuka Kamoda Nozomi Maruyama                         | Japan       | 81,5 m 72,5 m 68,5 m 93,0 m | 69,0 m 73,5 m 83,0 m 92,0 m  | 512,1  |

Datum: 3. Februar 2018

Es waren 11 Staffeln am Start.

Weitere Staffeln aus deutschsprachigen Ländern:

 Österreich: 7. Platz

## Mixed-Teamspringen Normalschanze
| Platz | Sportler                                                         | Land        | Weite 1                      | Weite 2                       | Punkte |
| ----- | ---------------------------------------------------------------- | ----------- | ---------------------------- | ----------------------------- | ------ |
| 1     | Silje Opseth Fredrik Villumstad Anna Odine Strøm Marius Lindvik  | Norwegen    | 87,5 m 95,0 m 103,0 m        | 96,0 m 98,0 m 95,5 m 106,5 m  | 869,3  |
| 2     | Luisa Görlich Justin Lisso Gianina Ernst Constantin Schmid       | Deutschland | 94,5 m 93,5 m 97,0 m         | 95,0 m 101,0 m 93,0 m 102,5 m | 855,0  |
| 3     | Claudia Purker Jan Hörl Sophie Mair Clemens Leitner              | Österreich  | 89,5 m 99,0 m 78,5 m 97,5 m  | 91,0 m 99,5 m 81,0 m 103,0 m  | 775,8  |
| 4     | Océane Paillard Mathis Contamine Romane Dieu Jonathan Learoyd    | Frankreich  | 86,0 m 90,5 m 91,0 m 102,0 m | 82,5 m 95,0 m 86,5 m 104,5 m  | 768,7  |
| 5     | Katra Komar Domen Prevc Jerneja Brecl Žak Mogel                  | Slowenien   | 82,0 m 95,0 m 97,0 m 91,0 m  | 84,0 m 97,5 m 95,0 m 86,5 m   | 750,0  |
| 6     | Alexandra Baranzewa Kirill Kotik Lidija Jakowlewa Maxim Sergejew | Russland    | 89,0 m 88,0 m 93,0 m 94,0 m  | 87,5 m 85,0 m 94,0 m 91,5 m   | 697,5  |

Datum: 4. Februar 2018

Es waren 14 Staffeln am Start.

Weitere Staffeln aus deutschsprachigen Ländern:

 Schweiz: 11. Platz